# 唐杜里雞

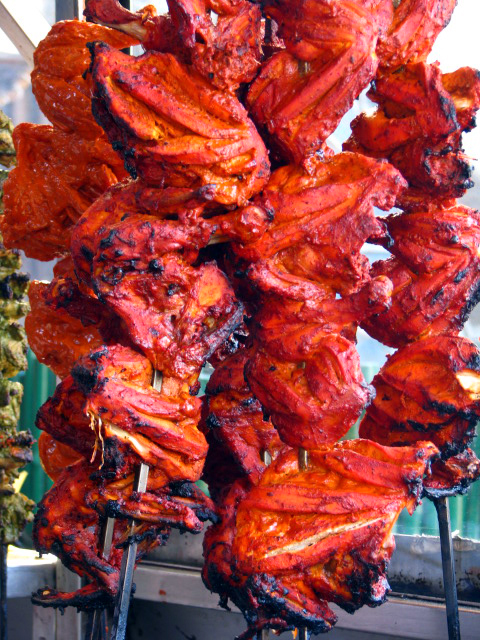
在烤叉上的唐杜里雞

唐杜里雞（羅馬化：taṃdūrī cikana/taṃdūrī muragā；英文：tandoori chicken），意譯為土爐烤雞，中文又常稱為唐多里雞、天多利雞，俗稱印度烤雞，是一種流行於南亞地區的烤雞，使用香料及酸奶把雞醃成紅色，再放進馕坑（Tandoor）的泥窰內烤製而成。起源於印度西北部的旁遮普邦，於1920年代由當地一名廚師Kundana Lāla Guzarāla發明。

## 外部連接
- Tandoori Chicken 印度烤雞，《頭條日報》，2009年3月12日